# Tilapia
Tilapia é um gênero de peixes da família Cichlidae.

## Espécies
- Tilapia bakossiorum (Stiassny, Schliewen & Dominey, 1992)
- Tilapia baloni (Trewavas & Stewart, 1975 )
- Tilapia bemini (Thys van den Audenaerde, 1972)
- Tilapia bilineata (Pellegrin, 1900)
- Tilapia brevimanus (Boulenger, 1911)
- Tilapia busumana (Günther, 1903)
- Tilapia buttikoferi (Hubrecht, 1881)
- Tilapia bythobates (Stiassny, Schliewen & Dominey, 1992)
- Tilapia cabrae (Boulenger, 1899)
- Tilapia cameronensis (Holly, 1927)
- Tilapia camerunensis (Lönnberg, 1903)
- Tilapia cessiana (Thys van den Audenaerde, 1968)
- Tilapia coffea (Thys van den Audenaerde, 1970)
- Tilapia congica (Poll & Thys van den Audenaerde, 1960)
- Tilapia dageti (Thys van den Audenaerde, 1971)
- Tilapia deckerti (Thys van den Audenaerde, 1967)
- Tilapia discolor (Günther, 1903)
- Tilapia ejagham (Dunz & Schliewen, 2010)[1]
- Tilapia flava (Stiassny, Schliewen & Dominey, 1992 )
- Tilapia fusiforme (Dunz & Schliewen, 2010)[1]
- Tilapia guinasana (Trewavas, 1936)
- Tilapia guineensis (Günther, 1862)
- Tilapia gutturosa (Stiassny, Schliewen & Dominey, 1992 )
- Tilapia imbriferna (Stiassny, Schliewen & Dominey, 1992 )
- Tilapia ismailiaensis (Mekkawy, 1995)
- Tilapia jallae (Boulenger, 1896)
- Tilapia joka (Thys van den Audenaerde, 1969)
- Tilapia kottae (Lönnberg, 1904)
- Tilapia louka (Thys van den Audenaerde, 1969)
- Tilapia margaritacea (Boulenger, 1916)
- Tilapia nigrans (Dunz & Schliewen, 2010)[1]
- Tilapia mariae (Boulenger, 1899)
- Tilapia nyongana (Thys van den Audenaerde, 1971)
- Tilapia rendalli (Boulenger, 1897)
- Tilapia rheophila (Daget, 1962)
- Tilapia ruweti (Poll & Thys van den Audenaerde, 1965)
- Tilapia snyderae (Stiassny, Schliewen & Dominey, 1992)
- Tilapia sparrmanii (Smith, 1840)
- Tilapia spongotroktis (Stiassny, Schliewen & Dominey, 1992)
- Tilapia tholloni (Sauvage, 1884)
- Tilapia thysi (Stiassny, Schliewen & Dominey, 1992)
- Tilapia walteri (Thys van den Audenaerde, 1968)
- Tilapia zillii (Gervais, 1848)